# Roseline Filion

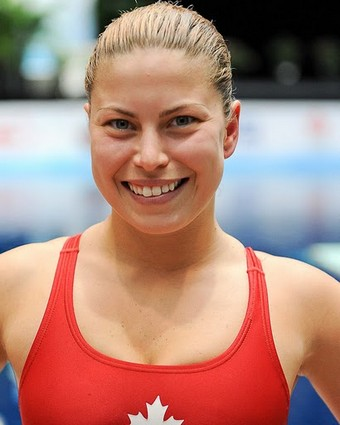
Roseline Filion

Roseline Filion, född den 3 juli 1987 i Laval, Québec, är en kanadensisk simhoppare.
Hon tog OS-brons i synkroniserade höga hopp i samband med de olympiska simhoppstävlingarna 2012 i London.